# 聖卡塔利納奧卡洛韋博拉區
聖卡塔利納奧卡洛韋博拉區（西班牙語：Distrito de Santa Catalina o Calovébora），是巴拿馬的一個行政區，位於該國西北部，由恩戈貝-布格雷特區負責管轄，在2012年5月10日建立，自坎金圖區分出。